# Romeo Void
Romeo Void — одна из групп новой волны, существовавшая с 1979 по 1985 годы.
Наиболее известными песнями группы являются «Never Say Never» (1981) и «A Girl in Trouble (Is a Temporary Thing)» (1984), хотя даже эти хиты были популярны в основном на небольших местных и альтернативных радиостанциях.
Несмотря на то, что в 1984 году группа достигла определенного коммерческого успеха (сингл с третьего студийного альбома (Instincts) «A Girl in Trouble (Is a Temporary Thing)» попал в Топ 40), тексты песен были признаны слишком резкими и оскорбительными, а сам альбом оказался слабее первых релизов (It’s a Condition и Benefactor). Отношения в группе стали напряженными (каждый из трех альбомов записывался с разными барабанщиками) и в 1985 году Romeo Void прекратили деятельность.
Позже, в октябре 1993 года члены группы собрались вместе и записали четыре демо-дорожки (If I Was Your Cat, Stormy Eyes, Two Rivers, и Safe Place), которые были отправлены в Sony Music. Однако воссоединения группы и выхода нового альбома за этим не последовало, а песни так и не были изданы.
Песня «Never Say Never» была представлена в фильме Джеймса Фоули «Reckless» (1984), а также вошла в саундтрек к игре Grand Theft Auto: Vice City 2002 года как одна из композиций радиостанции Wave 103.

## Состав
- Debora Iyall: вокал
- Benjamin Bossi: саксофон
- Peter Woods: гитара
- Frank Zincavage: бас-гитара
- John Haines: ударные (It's a Condition)
- Larry Carter: ударные (Never Say Never (EP) и Benefactor)
- Aaron Smith: ударные (Instincts)

## Дискография

### Альбомы
- It's a Condition, March 1981 (вышел на CD в июле 2007 года)
- Benefactor, November 1982 (вышел на CD в 2006 году)
- Instincts, October 1984 (вышел на CD в 2003 году)

### EP
- Never Say Never, январь 1982 (вышел на CD в 2006 году в качестве дополнения к CD-изданию Benefactor (bonus-tracks)).

### Компиляции
- Warm, in Your Coat, 1992

### Синглы
- White Sweater b/w Apache, 7’ single, 415 Records S-0012 – February 1981
- Never Say Never, b/w Guards, 7” Single, Columbia Records # 38-03378
- Never Say Never, b/w Undercover Kept; Wrap It Up, 12” Single, Columbia Records # 32-08558
- A Girl In Trouble (Is a Temporary Thing), b/w Going To Neon, 7” Single, Columbia Records # 38-04534 (#35 US)
- A Girl In Trouble (Is a Temporary Thing) (DJ edit), b/w A Girl In Trouble (Is a Temporary Thing) (Dance & Album versions), 12” Radio Promotional Single, Columbia Records # AS-1886
- A Girl In Trouble (Is a Temporary Thing) - (Dance Mix - 6:12), b/w Six Days and One, 12” Single, Columbia Records # 44-05103
- Say No, b/w Six Days & One, 7” Single, Columbia Records # 38-04660
- Say No, b/w Out on My Own (Dance Mix- 5:06), 12” Single, Columbia Records # 44-05135